# Isoperla eximia
Isoperla eximia är en bäcksländeart som beskrevs av Zapekina-dulkeit 1975. Isoperla eximia ingår i släktet Isoperla och familjen rovbäcksländor. Inga underarter finns listade i Catalogue of Life.